# Santiago Núñez
Santiago Misael Núñez (ur. 29 kwietnia 2000 w Roque Pérez) – argentyński piłkarz występujący na pozycji środkowego obrońcy, od 2025 roku zawodnik Estudiantes La Plata.